# En slem Dreng (film fra 1915)
 For alternative betydninger, se En slem Dreng. (Se også artikler, som begynder med En slem Dreng)
En slem Dreng er en dansk stumfilm fra 1915.

## Medvirkende
- Lauritz Olsen – Karl King, forfatter
- Gyda Aller – Frøken Mimim, Karl kæreste
- Oscar Stribolt – Brumberg, Karls onkel
- Henny Lauritzen – Fru Brumberg
- Frederik Buch – "Drengen"
- Carl Schenstrøm – Læreren
- Julie Henriksen

## Links
- En slem Dreng på Internet Movie Database (engelsk)
- En slem Dreng på Filmdatabasen
- En slem Dreng på danskefilm.dk
- En slem Dreng på danskfilmogtv.dk
- En slem Dreng på The Movie Database (engelsk)